# سيلفاسا
سيلفاسا مدينة وبلدية في غرب الهند، ولقد أسست العديد من الشركات الكبيرة فيها، كما يوجد في مدينة سيلفاسا العديد من المصانع والصناعات التي توفر إيرادات حكومية كبيرة.

## التاريخ
حتى نهاية القرن التاسع عشر، لم تزل سيلفاسا واحدة من العديد من القرى الصغيرة في الهند البرتغالية ن، وبدأت أهميتها تنمو في عام 1885 عندما قررت الإدارة البرتغالية برئاسة الحاكم كارلوس أوجينيو كوريا دا سيلفا وأكدت على نقل مقعد رياسة براغانا ناجار هافيلي من دارا را إلى أبعد داخلية البلاد، وبموجب الأمر الصادر تحديدا في 11 فبراير 1885 تم إنشاء سيلفاسا كمدينة باسم فيلا دي داركوس، ولكن لم يزل الاسم الأصلي سائدا، وظلت المدينة تعرف بشكل أساسي باسم سيلفاسا، وبهذا الاسم يشار إليها في الوثاق الرسمية.

## التركيبة السكانية
يبلغ عدد سكان سيلفاسا 98,265 نظرا للإحصاء الرسمي لسكان الهند لعام 2011.

## اللغة
كانت لغة الماراثية والهندية لغات مشهورة يتم التحدث بها بين الناس بشكل منتشر، وكون سيلفاسا مدينة معروفة عالميا جعلها موطنا لمختلف الناس من كل أنحاء الهند، فهذا سبب ما جعل كل لغات الهند ولهجاتها مثل الهندية والماراثية والأردية وغيرها يتم التحدث بها في سيلفاسا بشكل متميز.